# Aeropuerto Internacional de Fort Lauderdale-Hollywood
El Aeropuerto Internacional de Fort Lauderdale-Hollywood (IATA: FLL, OACI: KFLL, FAA LID: FLL) (del inglés: Fort Lauderdale-Hollywood International Airport) está en el área no incorporada del Condado de Broward, Florida,  Estados Unidos, situado en Fort Lauderdale, Hollywood y Dania Beach, 5 km (3 mi) al suroeste del centro de Fort Lauderdale y a 34 km (21 mi) al norte de Miami. El aeropuerto está cerca de las terminales de cruceros de Port Everglades y es muy popular entre los turistas con destino al Caribe. Desde finales de 1990, FLL se ha convertido en una puerta de enlace intercontinental, aunque el Aeropuerto Internacional de Miami todavía maneja la mayoría de los vuelos de largo recorrido.
Es la base más grande de Spirit Airlines, que atiende principalmente a la red internacional y doméstica de la aerolínea, y es una ciudad foco de Allegiant Air, JetBlue Airways y Southwest Airlines. A partir de diciembre de 2011 hasta noviembre de 2012, los cinco principales compañías aéreas por cuota de mercado nacional fueron: JetBlue Airways con 18,21%; Southwest Airlines con en el 17,50%; Spirit Airlines con el 16,24%; Delta Air Lines con en 15,60% y American Airlines con 8,16%. FLL está clasificado como el aeropuerto 21 de mayor actividad (en términos de tráfico de pasajeros) en los Estados Unidos, así como la puerta de enlace aéreo internacional 14 de mayor tráfico del país y uno de los 50 aeropuertos más activos del mundo. FLL está clasificado por la Administración Federal de Aviación de los Estados Unidos como una un "centro de conexiones importante" de tráfico aéreo comercial. En 2011, el aeropuerto recibió 23.349.835 pasajeros (4.2% más que 2010) incluyendo 3.608.922 pasajeros internacionales (un 4.7% más que en 2010) El aeropuerto superó los niveles de 2007/2008 por 728.147 pasajeros.

## Instalaciones
El Aeropuerto Internacional de Fort Lauderdale-Hollywood cubre un área de 558 ha (1,380 acres) y tiene dos pistas de aterrizaje:
- 10L/28R: 9,000 x 150 pies (2.743 x 46 m) Asfalto
- 10R/28L: 8,000 x 150 pies (2.438 x 46 m) Concreto (hormigón) (abierta el 18 de septiembre d 2014)[7]
- 13R/31L: Fue dada de baja en 2014.[8]

Silver Airways tuvo su sede en la Suite 201 del edificio 1100 de Lee Wagener Blvd. Cuando Chalk's International Airlines existía, su sede estaba en los terrenos del aeropuerto en un área no incorporada.

## Terminales

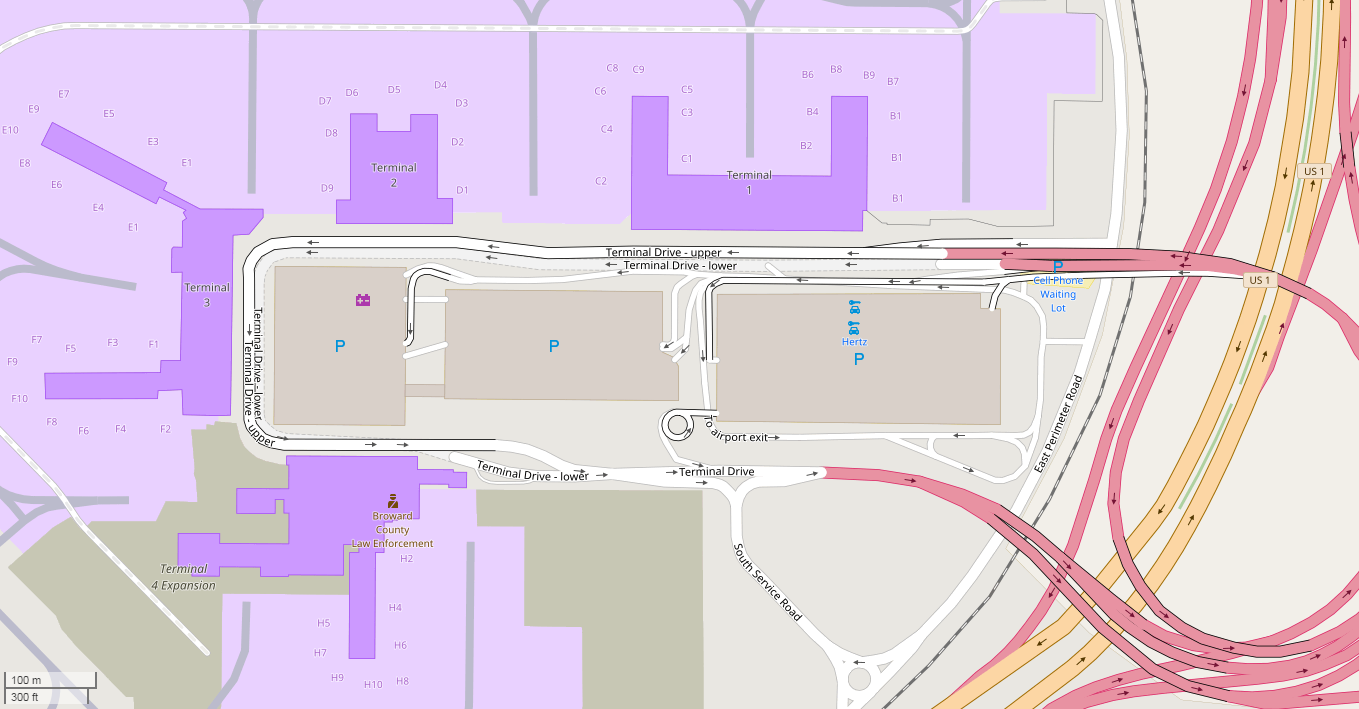
Mapa de las terminales del aeropuerto.

El Aeropuerto Internacional de Fort Lauderdale-Hollywood tiene cuatro terminales. La Terminal 1, comúnmente conocida como la "Terminal Nueva", inaugurada en etapas entre 2001 y 2003 fue diseñada por Hellmuth, Obata & Kassabaum y Cartaya Associates. Las otras tres terminales fueron construidos en 1986 y diseñado por Reynolds, Smith & Hills como parte de un proyecto de construcción de $263 millones de dólares. La Terminal 4, comúnmente conocida como la Terminal Internacional, fue inaugurada por la visita del Concorde en 1983. Desde 2005, la T4 ha sido objeto de reformas y una importante ampliación diseñada por PGAL/Zyscovich. El aeropuerto anunció que la terminal 1, comúnmente conocida como la "Terminal Nueva", se someterá a un cambio de imagen de 300 millones de dólares, que se espera que la construcción comience a finales de 2014 y deba completarse en 2017.

### Terminal 1 - Terminal Nueva (amarilla)
- La Terminal 1 tiene dos salas (B y C) y 18 puertas. Se ha dado luz verde a Southwest Airlines para la construcción de la Sala A. La puerta B1 ha sido cerrada por la expansión de la Sala A. Las puertas B2 y C1 también se han cerrado para la nueva área de comida rápida que se está construyendo.

* United Airlines opera un United Club en la Sala C, que se abrió con la nueva terminal en mayo de 2001 como un Presidents Club de Continental Airlines.
* Esta terminal es utilizada únicamente por Southwest, Alaska, Allegiant, United, Bahamasair, Copa y WestJet.

### Terminal 2 - Terminal  "Delta" (roja)
* La Terminal 2 tiene una sala (D) y 9 puertas.
* Delta Air Lines opera un Sky Club aquí - una de las seis salas VIP en el estado de Florida.
* Esta terminal la utilizan únicamente Delta y Air Canada.

### Terminal 3 - Terminal Principal (púrpura o violeta)
* La Terminal 3 tiene dos salas (E y F) y 20 puertas.
* En mayo de 2013 el área de comida rápida fue abierta en la Sala F con Pei Wei, Jamba Juice y Steak 'n Shake.
* Esta terminal sólo es utilizado por JetBlue, Azul y American.

### Terminal 4 - Terminal Internacional (verde)
- La Terminal 4 cuenta con dos salas (G/H) y 11 puertas. Las puertas H1, H3 y H5 están cerradas debido a la expansión de la Terminal 4.

* Nota: La Terminal 4 se encarga de todas las llegadas internacionales sin predespacho de aduana, además de las salidas indicadas en la tabla.
* La Sala H está siendo reconfigurada y diseñado por los estudios de arquitectura de PGAL/Zyscovich. La nueva instalación de tres pisos renombrada Sala G tendrá 14 nuevas puertas, 11 de las cuales serán capaces de recibir vuelos nacionales y extranjeros y un área de llegadas para operaciones grandes. Nuevas concesiones y aproximadamente 4,645 m² (50,000 pies cuadrados) de oficinas administrativas para el Departamento de Aviación se están diseñando en los niveles superiores de la instalación. La expansión occidental comenzó a construirse en 2013. En la actualidad, las puertas G10-G14 en el extremo oeste están en funcionamiento y en uso. Esta expansión comenzó en la primavera de 2016. Una instalación expandida de Servicios de Inspección Federal también está incluida en la nueva construcción de la expansión oriental.
* Esta terminal es utilizada únicamente por Spirit, Air Transat, Avianca, Caribbean, Frontier, Sunwing, IBC y SkyBahamas.

## Aerolíneas y destinos

### Pasajeros
| Aerolíneas                     | Destinos | Terminal |
| ------------------------------ | --- | -------- |
| Air Canada                     | Montreal–Trudeau Estacional: Toronto–Pearson | 5        |
| Air Canada Rouge               | Montreal–Trudeau, Toronto–Pearson Estacional: Ottawa, Quebec | 5        |
| Air Transat                    | Montreal–Trudeau, Quebec Estacional: Halifax | 3        |
| Alaska Airlines                | Seattle/Tacoma Estacional: Portland (OR), San Diego, San Francisco | 5        |
| Allegiant Air                  | Akron/Canton, Allentown, Asheville, Atlantic City (inicia el 11 de diciembre de 2025), Bangor, Belleville/St. Louis, Cedar Rapids/Iowa City, Charlotte−Concord, Cincinnati, Columbia (SC), Columbus–Rickenbacker, Des Moines, Fayetteville/Bentonville, Fort Wayne (inicia el 20 de noviembre de 2025), Grand Rapids, Greenville/Spartanburg, Harrisburg, Huntington, Huntsville (inicia el 19 de noviembre de 2025), Indianápolis, Knoxville, Lexington, Louisville, Memphis, Nashville, Newburgh, Norfolk, Peoria, Plattsburgh (NY), Savannah, Sioux Falls, South Bend (inicia el 29 de agosto de 2025), Siracusa, Traverse City | 1        |
| American Airlines              | Charlotte, Dallas/Fort Worth, Filadelfia Estacional: Chicago–O'Hare, Nueva York–LaGuardia (reinicia el 2 de noviembre de 2025), Phoenix–Sky Harbor (reinicia el 18 de diciembre de 2025), Washington–National | 5        |
| Avelo Airlines                 | New Haven, Wilmington (DE), Wilmington (NC) | 5        |
| Avianca                        | Bogotá, Medellín–JMC | 5        |
| Avianca El Salvador            | Managua, San Salvador (ambos finalizan el 4 de septiembre de 2025) | 5        |
| Azul Linhas Aéreas Brasileiras | Belém, Belo Horizonte–Confins, Campinas | 3        |
| Bahamasair                     | Freeport, George Town, Nasáu | 1        |
| BermudAir                      | Bermudas | 5        |
| Breeze Airways                 | Akron/Canton (inicia el 5 de noviembre de 2025), Wilmington (NC) (inicia el 7 de noviembre de 2025) | ASA      |
| Caribbean Airlines             | Kingston-Norman Manley, Montego Bay, Puerto España | 4        |
| Copa Airlines                  | Ciudad de Panamá–Tocumen | 5        |
| Delta Air Lines                | Atlanta, Boston, Cincinnati, Detroit, Los Ángeles, Mineápolis/St. Paul, Nueva York–JFK, Nueva York–LaGuardia, Raleigh/Durham, Salt Lake City Seattle/Tacoma | 5        |
| El Al                          | Tel Aviv (finaliza el 14 de abril de 2026) | 5        |
| Flair Airlines                 | Toronto–Pearson Estacional: Montreal–Trudeau | 1        |
| Frontier Airlines              | Atlanta, Cincinnati, Cleveland, Filadelfia, San Juan Estacional: Long Island/Islip | 1        |
| JetBlue Airways                | Aguadilla, Albany, Atlanta (reinicia el 4 de diciembre de 2025), Austin (reinicia el 20 de noviembre de 2025), Boston, Búfalo, Cancún, Charleston (SC), Ciudad de Guatemala, Filadelfia, Guayaquil, Hartford, Kingston-Norman Manley, Las Vegas, Long Island/Islip, Los Ángeles, Medellín–JMC, Montego Bay, Nasáu, Newark, Norfolk (inicia el 4 de diciembre de 2025), Nueva York–JFK, Nueva York–LaGuardia, Phoenix-Sky Harbor, Puerto Príncipe, Providence, Punta Cana, Raleigh/Durham, Richmond, San Francisco, San José (CR), San Juan, Santo Domingo–Las Américas, Tampa (inicia el 4 de diciembre de 2025), Washington–National, White Plains, Worcester Estacional: Hayden/Steamboat Springs, Mánchester (NH), Santiago de los Caballeros (inicia el 13 de diciembre de 2025) | 3        |
| Porter Airlines                | Ottawa, Toronto–Pearson Estacional: Hamilton (ON) (inicia el 13 de diciembre de 2025), Montreal–Trudeau | 4        |
| Southwest Airlines             | Austin, Baltimore, Chicago–Midway, Columbus–Glenn, Dallas–Love, Denver, Houston–Hobby, Indianápolis, Kansas City, Milwaukee, Montego Bay, Nashville, Nueva Orleans, Orlando, Pittsburgh, Raleigh–Durham, San Juan, San Luis, Tampa, Washington–National Estacional: Albany, Búfalo, Hartford, Las Vegas, Louisville, Omaha, Phoenix–Sky Harbor, Providence, San Antonio | 1        |
| Spirit Airlines                | Armenia (Colombia), Aruba, Atlanta, Atlantic City, Austin, Baltimore, Barranquilla, Birmingham (AL), Bogotá, Boston, Bucaramanga, Cabo Haitiano, Cali, Cancún, Cartagena, Cayo Hueso (inicia el 6 de noviembre de 2025), Charleston (SC), Charlotte, Chattanooga, Chicago–O'Hare, Ciudad de Belice (inicia el 21 de noviembre de 2025), Ciudad de Guatemala, Cleveland, Columbia (SC), Columbus–Glenn, Dallas/Fort Worth, Detroit, Filadelfia, Gran Caimán (inicia el 4 de diciembre de 2025), Hartford, Houston–Intercontinental, Indianápolis, Kingston-Norman Manley, Las Vegas, Latrobe/Pittsburgh, Lima, Louisville, Macon/Warner Robins (GA) (inicia el 16 de octubre de 2025), Medellín-JMC, Memphis, Milwaukee, Montego Bay, Myrtle Beach, Nashville, Newark, Norfolk, Nueva Orleans, Nueva York–LaGuardia, Orlando, Pensacola (FL), Phoenix–Sky Harbor, Pittsburgh, Puerto Príncipe, Punta Cana, Raleigh/Durham, Richmond, Rochester (NY), San Antonio, San Martín, San José (CR), San Juan, San Pedro Sula, Santa Cruz, Santiago de los Caballeros, Santo Domingo–Las Américas, Santo Tomás, Savannah (inicia el 9 de octubre de 2025), Tampa, Tegucigalpa/Comayagua Estacional: Kansas City, Mineápolis/St. Paul, San Luis | 4        |
| Sun Country Airlines           | Estacional: Mineápolis/St. Paul | 3        |
| United Airlines                | Chicago–O'Hare, Cleveland, Denver, Houston–Intercontinental, Newark, San Francisco, Washington–Dulles | 1        |
| Western Air                    | Freeport, Nasáu | 1        |
| WestJet                        | Calgary, Toronto–Pearson Estacional: Vancouver, Winnipeg | 1        |

### Carga

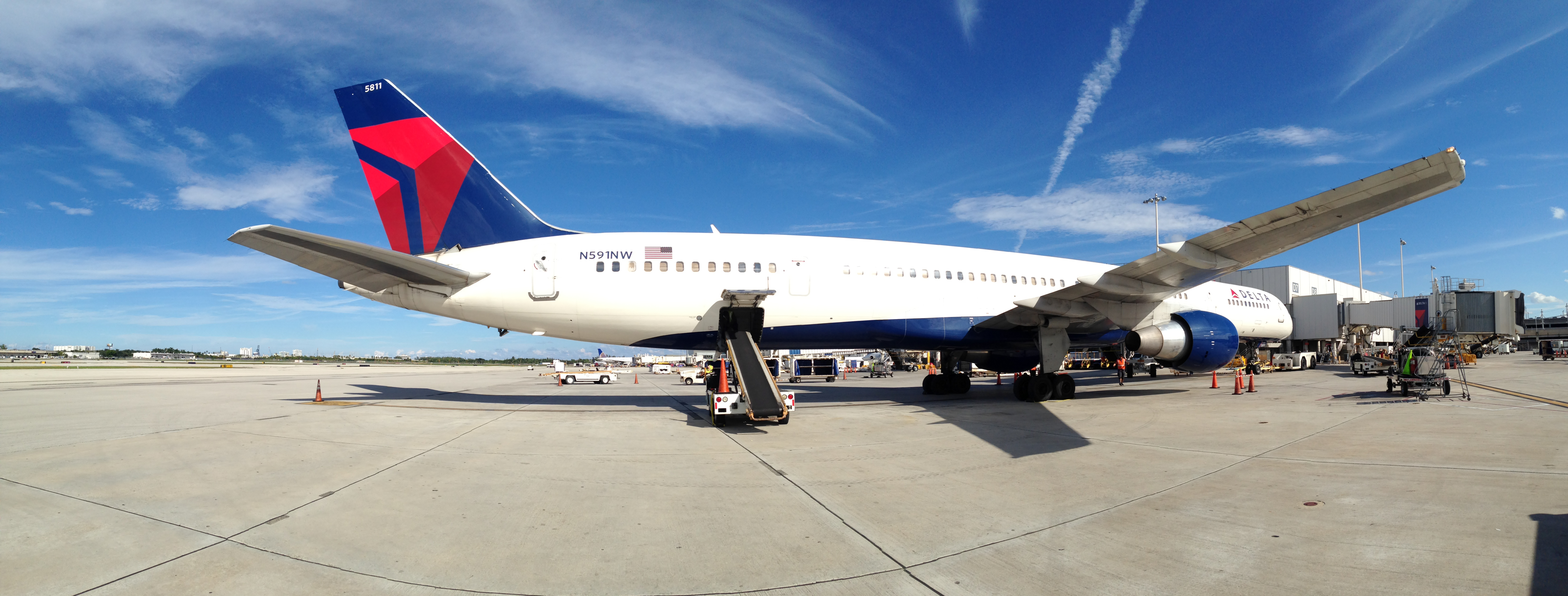
757-300 de Delta Air Lines en la T2.

| Aerolíneas    | Destinos |
| ------------- | --- |
| FedEx Express | Atlanta, Dallas/Fort Worth, Fort Worth/Alliance, Greensboro, Indianápolis, Jacksonville (FL), Memphis, Newark, Orlando |
| FedEx Feeder  | Cayo Hueso, Marathon                                                                                                   |
| UPS Airlines  | Louisville, Miami, Ontario                                                                                             |

### Destinos nacionales
Se brinda servicio a 96 ciudades dentro del país a cargo de 9 aerolíneas.
| Destinos nacionales del Aeropuerto de Fort Lauderdale FLL CAK ALB ABE AVL ATL ACY AUS BWI BGR BLV BHM BOS BUF CID EYW CHS CLE LCK CAE CMH CLT CHA ORD MDW CVG JQF DFW DAL DEN DSM DTW XNA PHL FWA GSP GRR BDL HDN MDT IAH HOU HTS HSV IND SDF TYS MCI LAS LBE ISP LAX LEX MCN MHT MEM MKE MSP MYR BNA EWR HVN SWF ORF MSY LGA JFK OMA MCO PIA PHX PIT PBG PVD PNS PDX RDU RIC ROC SLC SAT SAN SFO STL SAV SEA FSD SBN SYR TPA TVC DCA IAD HPN ILM ILG ORH | Destinos nacionales del Aeropuerto de Fort Lauderdale FLL CAK ALB ABE AVL ATL ACY AUS BWI BGR BLV BHM BOS BUF CID EYW CHS CLE LCK CAE CMH CLT CHA ORD MDW CVG JQF DFW DAL DEN DSM DTW XNA PHL FWA GSP GRR BDL HDN MDT IAH HOU HTS HSV IND SDF TYS MCI LAS LBE ISP LAX LEX MCN MHT MEM MKE MSP MYR BNA EWR HVN SWF ORF MSY LGA JFK OMA MCO PIA PHX PIT PBG PVD PNS PDX RDU RIC ROC SLC SAT SAN SFO STL SAV SEA FSD SBN SYR TPA TVC DCA IAD HPN ILM ILG ORH | Destinos nacionales del Aeropuerto de Fort Lauderdale FLL CAK ALB ABE AVL ATL ACY AUS BWI BGR BLV BHM BOS BUF CID EYW CHS CLE LCK CAE CMH CLT CHA ORD MDW CVG JQF DFW DAL DEN DSM DTW XNA PHL FWA GSP GRR BDL HDN MDT IAH HOU HTS HSV IND SDF TYS MCI LAS LBE ISP LAX LEX MCN MHT MEM MKE MSP MYR BNA EWR HVN SWF ORF MSY LGA JFK OMA MCO PIA PHX PIT PBG PVD PNS PDX RDU RIC ROC SLC SAT SAN SFO STL SAV SEA FSD SBN SYR TPA TVC DCA IAD HPN ILM ILG ORH | Destinos nacionales del Aeropuerto de Fort Lauderdale FLL CAK ALB ABE AVL ATL ACY AUS BWI BGR BLV BHM BOS BUF CID EYW CHS CLE LCK CAE CMH CLT CHA ORD MDW CVG JQF DFW DAL DEN DSM DTW XNA PHL FWA GSP GRR BDL HDN MDT IAH HOU HTS HSV IND SDF TYS MCI LAS LBE ISP LAX LEX MCN MHT MEM MKE MSP MYR BNA EWR HVN SWF ORF MSY LGA JFK OMA MCO PIA PHX PIT PBG PVD PNS PDX RDU RIC ROC SLC SAT SAN SFO STL SAV SEA FSD SBN SYR TPA TVC DCA IAD HPN ILM ILG ORH | Destinos nacionales del Aeropuerto de Fort Lauderdale FLL CAK ALB ABE AVL ATL ACY AUS BWI BGR BLV BHM BOS BUF CID EYW CHS CLE LCK CAE CMH CLT CHA ORD MDW CVG JQF DFW DAL DEN DSM DTW XNA PHL FWA GSP GRR BDL HDN MDT IAH HOU HTS HSV IND SDF TYS MCI LAS LBE ISP LAX LEX MCN MHT MEM MKE MSP MYR BNA EWR HVN SWF ORF MSY LGA JFK OMA MCO PIA PHX PIT PBG PVD PNS PDX RDU RIC ROC SLC SAT SAN SFO STL SAV SEA FSD SBN SYR TPA TVC DCA IAD HPN ILM ILG ORH | Destinos nacionales del Aeropuerto de Fort Lauderdale FLL CAK ALB ABE AVL ATL ACY AUS BWI BGR BLV BHM BOS BUF CID EYW CHS CLE LCK CAE CMH CLT CHA ORD MDW CVG JQF DFW DAL DEN DSM DTW XNA PHL FWA GSP GRR BDL HDN MDT IAH HOU HTS HSV IND SDF TYS MCI LAS LBE ISP LAX LEX MCN MHT MEM MKE MSP MYR BNA EWR HVN SWF ORF MSY LGA JFK OMA MCO PIA PHX PIT PBG PVD PNS PDX RDU RIC ROC SLC SAT SAN SFO STL SAV SEA FSD SBN SYR TPA TVC DCA IAD HPN ILM ILG ORH | Destinos nacionales del Aeropuerto de Fort Lauderdale FLL CAK ALB ABE AVL ATL ACY AUS BWI BGR BLV BHM BOS BUF CID EYW CHS CLE LCK CAE CMH CLT CHA ORD MDW CVG JQF DFW DAL DEN DSM DTW XNA PHL FWA GSP GRR BDL HDN MDT IAH HOU HTS HSV IND SDF TYS MCI LAS LBE ISP LAX LEX MCN MHT MEM MKE MSP MYR BNA EWR HVN SWF ORF MSY LGA JFK OMA MCO PIA PHX PIT PBG PVD PNS PDX RDU RIC ROC SLC SAT SAN SFO STL SAV SEA FSD SBN SYR TPA TVC DCA IAD HPN ILM ILG ORH | Destinos nacionales del Aeropuerto de Fort Lauderdale FLL CAK ALB ABE AVL ATL ACY AUS BWI BGR BLV BHM BOS BUF CID EYW CHS CLE LCK CAE CMH CLT CHA ORD MDW CVG JQF DFW DAL DEN DSM DTW XNA PHL FWA GSP GRR BDL HDN MDT IAH HOU HTS HSV IND SDF TYS MCI LAS LBE ISP LAX LEX MCN MHT MEM MKE MSP MYR BNA EWR HVN SWF ORF MSY LGA JFK OMA MCO PIA PHX PIT PBG PVD PNS PDX RDU RIC ROC SLC SAT SAN SFO STL SAV SEA FSD SBN SYR TPA TVC DCA IAD HPN ILM ILG ORH | Destinos nacionales del Aeropuerto de Fort Lauderdale FLL CAK ALB ABE AVL ATL ACY AUS BWI BGR BLV BHM BOS BUF CID EYW CHS CLE LCK CAE CMH CLT CHA ORD MDW CVG JQF DFW DAL DEN DSM DTW XNA PHL FWA GSP GRR BDL HDN MDT IAH HOU HTS HSV IND SDF TYS MCI LAS LBE ISP LAX LEX MCN MHT MEM MKE MSP MYR BNA EWR HVN SWF ORF MSY LGA JFK OMA MCO PIA PHX PIT PBG PVD PNS PDX RDU RIC ROC SLC SAT SAN SFO STL SAV SEA FSD SBN SYR TPA TVC DCA IAD HPN ILM ILG ORH | Destinos nacionales del Aeropuerto de Fort Lauderdale FLL CAK ALB ABE AVL ATL ACY AUS BWI BGR BLV BHM BOS BUF CID EYW CHS CLE LCK CAE CMH CLT CHA ORD MDW CVG JQF DFW DAL DEN DSM DTW XNA PHL FWA GSP GRR BDL HDN MDT IAH HOU HTS HSV IND SDF TYS MCI LAS LBE ISP LAX LEX MCN MHT MEM MKE MSP MYR BNA EWR HVN SWF ORF MSY LGA JFK OMA MCO PIA PHX PIT PBG PVD PNS PDX RDU RIC ROC SLC SAT SAN SFO STL SAV SEA FSD SBN SYR TPA TVC DCA IAD HPN ILM ILG ORH |
| Destinos | Spirit Airlines | Southwest Airlines | Allegiant Air | JetBlue Airways | Delta Air Lines | United Airlines | Frontier Airlines | Otra | # |
| --- | --- | --- | --- | --- | --- | --- | --- | --- | --- |
| Akron (CAK) | | | • | | | | | Breeze Airways | 2 |
| Albany (ALB) | | • | | • | | | | | 2 |
| Allentown (ABE) | | | • | | | | | | 1 |
| Asheville (AVL) | | | • | | | | | | 1 |
| Atlanta (ATL) | • | | | • | • | | • | | 4 |
| Atlantic City (ACY) | • | | • | | | | | | 2 |
| Austin (AUS) | • | • | | • | | | | | 3 |
| Baltimore (BWI) | • | • | | | | | | | 2 |
| Bangor (BGR) | | | • | | | | | | 1 |
| Belleville (BLV) | | | • | | | | | | 1 |
| Birmingham (BHM) | • | | | | | | | | 1 |
| Boston (BOS) | • | | | • | • | | | | 3 |
| Búfalo (BUF) | | • | | • | | | | | 2 |
| Cayo Hueso (EYW) | • | | | | | | | | 1 |
| Cedar Rapids (CID) | | | • | | | | | | 1 |
| Charleston (CHS) | • | | | • | | | | | 2 |
| Charlotte (CLT) | • | | | | | | | American Airlines | 2 |
| Chattanooga (CHA) | • | | | | | | | | 1 |
| Chicago (ORD) | • | | | | | • | | American Airlines | 3 |
| Chicago (MDW) | | • | | | | | | | 1 |
| Cincinnati (CVG) | | | • | | • | | • | | 3 |
| Cleveland (CLE) | • | | | | | • | • | | 3 |
| Columbia (CAE) | • | | • | | | | | | 2 |
| Columbus (LCK) | | | • | | | | | | 1 |
| Columbus (CMH) | • | • | | | | | | | 2 |
| Concord (JQF) | | | • | | | | | | 1 |
| Dallas (DFW) | • | | | | | | | American Airlines | 2 |
| Dallas (DAL) | | • | | | | | | | 1 |
| Denver (DEN) | | • | | | | • | | | 2 |
| Des Moines (DSM) | | | • | | | | | | 1 |
| Detroit (DTW) | • | | | | • | | | | 2 |
| Fayetteville (XNA) | | | • | | | | | | 1 |
| Filadelfia (PHL) | • | | | • | | | • | American Airlines | 4 |
| Fort Wayne (FWA) | | | • | | | | | | 1 |
| Grand Rapids (GRR) | | | • | | | | | | 1 |
| Greenville (GSP) | | | • | | | | | | 1 |
| Harrisburg (MDT) | | | • | | | | | | 1 |
| Hartford (BDL) | • | • | | • | | | | | 3 |
| Hayden (HDN) | | | | • | | | | | 1 |
| Houston (IAH) | • | | | | | • | | | 2 |
| Houston (HOU) | | • | | | | | | | 1 |
| Huntington (HTS) | | | • | | | | | | 1 |
| Huntsville (HSV) | | | • | | | | | | 1 |
| Indianápolis (IND) | • | • | • | | | | | | 3 |
| Knoxville (TYS) | | | • | | | | | | 1 |
| Kansas City (MCI) | • | • | | | | | | | 2 |
| Las Vegas (LAS) | • | • | | • | | | | | 3 |
| Latrobe (LBE) | • | | | | | | | | 1 |
| Long Island (ISP) | | | | • | | | • | | 2 |
| Los Ángeles (LAX) | | | | • | • | | | | 2 |
| Louisville (SDF) | • | • | • | | | | | | 3 |
| Lexington (LEX) | | | • | | | | | | 1 |
| Macon (MCN) | • | | | | | | | | 1 |
| Manchester (MHT) | | | | • | | | | | 1 |
| Memphis (MEM) | • | | • | | | | | | 2 |
| Milwaukee (MKE) | • | • | | | | | | | 2 |
| Mineápolis (MSP) | • | | | | • | | | Sun Country Airlines | 3 |
| Myrtle Beach (MYR) | • | | | | | | | | 1 |
| Nashville (BNA) | • | • | • | | | | | | 3 |
| Newark (EWR) | • | | | • | | • | | | 3 |
| Newburgh (SWF) | | | • | | | | | | 1 |
| New Haven (HVN) | | | | | | | | Avelo Airlines | 1 |
| Norfolk (ORF) | • | | • | • | | | | | 3 |
| Nueva Orleans (MSY) | • | • | | | | | | | 2 |
| Nueva York (LGA) | • | | | • | • | | | American Airlines | 4 |
| Nueva York (JFK) | | | | • | • | | | | 2 |
| Omaha (OMA) | | • | | | | | | | 1 |
| Orlando (MCO) | • | • | | | | | | | 2 |
| Pensacola (PNS) | • | | | | | | | | 1 |
| Peoria (PIA) | | | • | | | | | | 1 |
| Phoenix (PHX) | | • | | • | | | | American Airlines | 3 |
| Pittsburgh (PIT) | • | • | | | | | | | 2 |
| Plattsburgh (PBG) | | | • | | | | | | 1 |
| Portland (PDX) | | | | | | | | Alaska Airlines | 1 |
| Providence (PVD) | | • | | • | | | | | 2 |
| Raleigh (RDU) | • | • | | • | • | | | | 4 |
| Richmond (RIC) | • | | | • | | | | | 2 |
| Rochester (ROC) | • | | | | | | | | 1 |
| Salt Lake City (SLC) | | | | | • | | | | 1 |
| San Antonio (SAT) | • | • | | | | | | | 2 |
| San Diego (SAN) | | | | | | | | Alaska Airlines | 1 |
| San Francisco (SFO) | | | | • | | • | | Alaska Airlines | 3 |
| San Luis (STL) | • | • | | | | | | | 2 |
| Savannah (SAV) | • | | • | | | | | | 2 |
| Seattle (SEA) | | | | | • | | | Alaska Airlines | 2 |
| Sioux Falls (FSD) | | | • | | | | | | 1 |
| Siracusa (SYR) | | | • | | | | | | 1 |
| South Bend (SBN) | | | • | | | | | | 1 |
| Tampa (TPA) | • | • | | • | | | | | 3 |
| Traverse City (TVC) | | | • | | | | | | 1 |
| Washington (DCA) | | • | | • | | | | American Airlines | 3 |
| Washington (IAD) | | | | | | • | | | 1 |
| White Plains (HPN) | | | | • | | | | | 1 |
| Wilmington (ILM) | | | | | | | | Avelo Airlines / Breeze Airways | 2 |
| Wilmington (ILG) | | | | | | | | Avelo Airlines | 1 |
| Worcester (ORH) | | | | • | | | | | 1 |
| Total | 44 | 27 | 34 | 26 | 11 | 7 | 5 | 17 | 96 |

### Destinos internacionales
Se ofrece servicio a 50 destinos internacionales (4 estacionales), a cargo de 19 aerolíneas.
| Ciudades                                                       | Nombre del aeropuerto                               | Aerolíneas                                                                                               |              |              |              |
| Norteamérica                                                   | Norteamérica                                        | Norteamérica                                                                                             | Norteamérica | Norteamérica | Norteamérica |
| -------------------------------------------------------------- | --------------------------------------------------- | --- | ------------ | ------------ | ------------ |
| Canadá (9 destinos [4 estacionales], 6 aerolíneas)             |                                                     | |              |              |              |
| Calgary                                                        | Aeropuerto Internacional de Calgary                 | WestJet                                                                                                  |              |              |              |
| Halifax                                                        | Aeropuerto Internacional de Halifax-Stanfield       | Air Transat (Estacional)                                                                                 |              |              |              |
| Hamilton                                                       | Aeropuerto Internacional de Hamilton-Munro          | Porter Airlines (Estacional) (inicia el 13 de diciembre de 2025)                                         |              |              |              |
| Montreal                                                       | Aeropuerto Internacional Pierre Elliott Trudeau     | Air Canada / Air Canada Rouge / Air Transat / Flair Airlines (Estacional) / Porter Airlines (Estacional) |              |              |              |
| Ottawa                                                         | Aeropuerto Internacional de Ottawa                  | Air Canada Rouge (Estacional) / Porter Airlines                                                          |              |              |              |
| Quebec                                                         | Aeropuerto Internacional Jean-Lesage de Quebec      | Air Canada Rouge (Estacional) / Air Transat                                                              |              |              |              |
| Toronto                                                        | Aeropuerto Internacional Toronto Pearson            | Air Canada (Estacional) / Air Canada Rouge / Flair Airlines / Porter Airlines / WestJet                  |              |              |              |
| Vancouver                                                      | Aeropuerto Internacional de Vancouver               | WestJet (Estacional)                                                                                     |              |              |              |
| Winnipeg                                                       | Aeropuerto Internacional James Armstrong Richardson | WestJet (Estacional)                                                                                     |              |              |              |
| México (1 destino, 2 aerolíneas)                               |                                                     | |              |              |              |
| Cancún                                                         | Aeropuerto Internacional de Cancún                  | JetBlue Airways / Spirit Airlines                                                                        |              |              |              |
| Centroamérica y El Caribe                                      |                                                     | |              |              |              |
| Aruba (1 destino, 1 aerolínea)                                 |                                                     | |              |              |              |
| Aruba                                                          | Aeropuerto Internacional Reina Beatrix              | Spirit Airlines                                                                                          |              |              |              |
| Bahamas (3 destinos, 3 aerolíneas)                             |                                                     | |              |              |              |
| Freeport                                                       | Aeropuerto Internacional de Grand Bahama            | Bahamasair / Western Air                                                                                 |              |              |              |
| George Town                                                    | Aeropuerto Internacional de Exuma                   | Bahamasair                                                                                               |              |              |              |
| Nasáu                                                          | Aeropuerto Internacional Lynden Pindling            | Bahamasair / JetBlue Airways / Western Air                                                               |              |              |              |
| Belice (1 destino, 1 aerolínea)                                |                                                     | |              |              |              |
| Ciudad de Belice                                               | Aeropuerto Internacional Philip S. W. Goldson       | Spirit Airlines (inicia el 21 de noviembre de 2025)                                                      |              |              |              |
| Bermudas (1 destino, 1 aerolínea)                              |                                                     | |              |              |              |
| Hamilton                                                       | Aeropuerto Internacional L.F. Wade                  | BermudAir                                                                                                |              |              |              |
| Costa Rica (1 destino, 2 aerolíneas)                           |                                                     | |              |              |              |
| San José                                                       | Aeropuerto Internacional Juan Santamaría            | JetBlue Airways / Spirit Airlines                                                                        |              |              |              |
| El Salvador (1 destino, 1 aerolínea)                           |                                                     | |              |              |              |
| San Salvador                                                   | Aeropuerto Internacional de El Salvador             | Avianca El Salvador (finaliza el 4 de septiembre de 2025)                                                |              |              |              |
| Guatemala (1 destino, 2 aerolíneas)                            |                                                     | |              |              |              |
| Ciudad de Guatemala                                            | Aeropuerto Internacional La Aurora                  | JetBlue Airways / Spirit Airlines                                                                        |              |              |              |
| Haití (2 destinos, 2 aerolíneas)                               |                                                     | |              |              |              |
| Cabo Haitiano                                                  | Aeropuerto Internacional de Cabo Haitiano           | Spirit Airlines                                                                                          |              |              |              |
| Puerto Príncipe                                                | Aeropuerto Internacional Toussaint Louverture       | JetBlue Airways / Spirit Airlines                                                                        |              |              |              |
| Honduras (2 destinos, 1 aerolínea)                             |                                                     | |              |              |              |
| Tegucigalpa                                                    | Aeropuerto Internacional de Comayagua               | Spirit Airlines                                                                                          |              |              |              |
| San Pedro Sula                                                 | Aeropuerto Internacional Ramón Villeda Morales      | Spirit Airlines                                                                                          |              |              |              |
| Islas Caimán (1 destino, 1 aerolínea)                          |                                                     | |              |              |              |
| Gran Caimán                                                    | Aeropuerto Internacional Owen Roberts               | Spirit Airlines (inicia el 4 de diciembre de 2025)                                                       |              |              |              |
| Islas Vírgenes de los Estados Unidos (2 destinos, 1 aerolínea) |                                                     | |              |              |              |
| Santa Cruz                                                     | Aeropuerto Internacional Henry E. Rohlsen           | Spirit Airlines                                                                                          |              |              |              |
| Santo Tomás                                                    | Aeropuerto Internacional Cyril E. King              | Spirit Airlines                                                                                          |              |              |              |
| Jamaica (2 destinos, 4 aerolíneas)                             |                                                     | |              |              |              |
| Kingston                                                       | Aeropuerto Internacional Norman Manley              | Caribbean Airlines / JetBlue Airways / Spirit Airlines                                                   |              |              |              |
| Montego Bay                                                    | Aeropuerto Internacional Sir Donald Sangster        | Caribbean Airlines / JetBlue Airways / Southwest Airlines / Spirit Airlines                              |              |              |              |
| Nicaragua (1 destino, 1 aerolínea)                             |                                                     | |              |              |              |
| Managua                                                        | Aeropuerto Internacional Augusto C. Sandino         | Avianca El Salvador (finaliza el 4 de septiembre de 2025)                                                |              |              |              |
| Panamá (1 destino, 1 aerolínea)                                |                                                     | |              |              |              |
| Panamá                                                         | Aeropuerto Internacional de Tocumen                 | Copa Airlines                                                                                            |              |              |              |
| Puerto Rico (2 destinos, 4 aerolíneas)                         |                                                     | |              |              |              |
| Aguadilla                                                      | Aeropuerto Internacional Rafael Hernández           | JetBlue Airways                                                                                          |              |              |              |
| San Juan                                                       | Aeropuerto Internacional Luis Muñoz Marín           | Frontier Airlines / JetBlue Airways / Southwest Airlines / Spirit Airlines                               |              |              |              |
| República Dominicana (3 destinos, 2 aerolíneas)                |                                                     | |              |              |              |
| Punta Cana                                                     | Aeropuerto Internacional de Punta Cana              | JetBlue Airways / Spirit Airlines                                                                        |              |              |              |
| Santiago de los Caballeros                                     | Aeropuerto Internacional del Cibao                  | JetBlue Airways (Estacional) (inicia el 13 de diciembre de 2025) / Spirit Airlines                       |              |              |              |
| Santo Domingo                                                  | Aeropuerto Internacional Las Américas               | JetBlue Airways / Spirit Airlines                                                                        |              |              |              |
| San Martín (1 destino, 1 aerolínea)                            |                                                     | |              |              |              |
| San Martín                                                     | Aeropuerto Internacional Princesa Juliana           | Spirit Airlines                                                                                          |              |              |              |
| Trinidad y Tobago (1 destino, 1 aerolínea)                     |                                                     | |              |              |              |
| Puerto España                                                  | Aeropuerto Internacional de Piarco                  | Caribbean Airlines                                                                                       |              |              |              |
| Sudamérica                                                     |                                                     | |              |              |              |
| Brasil (3 destinos, 1 aerolínea)                               |                                                     | |              |              |              |
| Belém                                                          | Aeropuerto Internacional de Belém                   | Azul Linhas Aéreas Brasileiras                                                                           |              |              |              |
| Belo Horizonte                                                 | Aeropuerto Internacional Tancredo Neves             | Azul Linhas Aéreas Brasileiras                                                                           |              |              |              |
| Campinas                                                       | Aeropuerto Internacional de Campinas                | Azul Linhas Aéreas Brasileiras                                                                           |              |              |              |
| Colombia (7 destinos, 3 aerolíneas)                            |                                                     | |              |              |              |
| Armenia                                                        | Aeropuerto Internacional El Edén                    | Spirit Airlines                                                                                          |              |              |              |
| Barranquilla                                                   | Aeropuerto Internacional Ernesto Cortissoz          | Spirit Airlines                                                                                          |              |              |              |
| Bogotá                                                         | Aeropuerto Internacional El Dorado                  | Avianca / Spirit Airlines                                                                                |              |              |              |
| Bucaramanga                                                    | Aeropuerto Internacional Palonegro                  | Spirit Airlines                                                                                          |              |              |              |
| Cali                                                           | Aeropuerto Internacional Alfonso Bonilla Aragón     | Spirit Airlines                                                                                          |              |              |              |
| Cartagena                                                      | Aeropuerto Internacional Rafael Núñez               | Spirit Airlines                                                                                          |              |              |              |
| Medellín                                                       | Aeropuerto Internacional José María Córdova         | Avianca / JetBlue Airways / Spirit Airlines                                                              |              |              |              |
| Ecuador (1 destino, 1 aerolínea)                               |                                                     | |              |              |              |
| Guayaquil                                                      | Aeropuerto Internacional José Joaquín de Olmedo     | JetBlue Airways                                                                                          |              |              |              |
| Perú (1 destino, 1 aerolínea)                                  |                                                     | |              |              |              |
| Lima                                                           | Aeropuerto Internacional Jorge Chávez               | Spirit Airlines                                                                                          |              |              |              |
| Asia                                                           |                                                     | |              |              |              |
| Israel (1 destino 1 aerolínea)                                 |                                                     | |              |              |              |
| Tel Aviv                                                       | Aeropuerto Internacional Ben Gurión                 | El Al (finaliza el 14 de abril de 2026)                                                                  |              |              |              |
| Total: 50 destinos (4 estacionales), 25 países, 19 aerolíneas  |                                                     | |              |              |              |

## Estadísticas

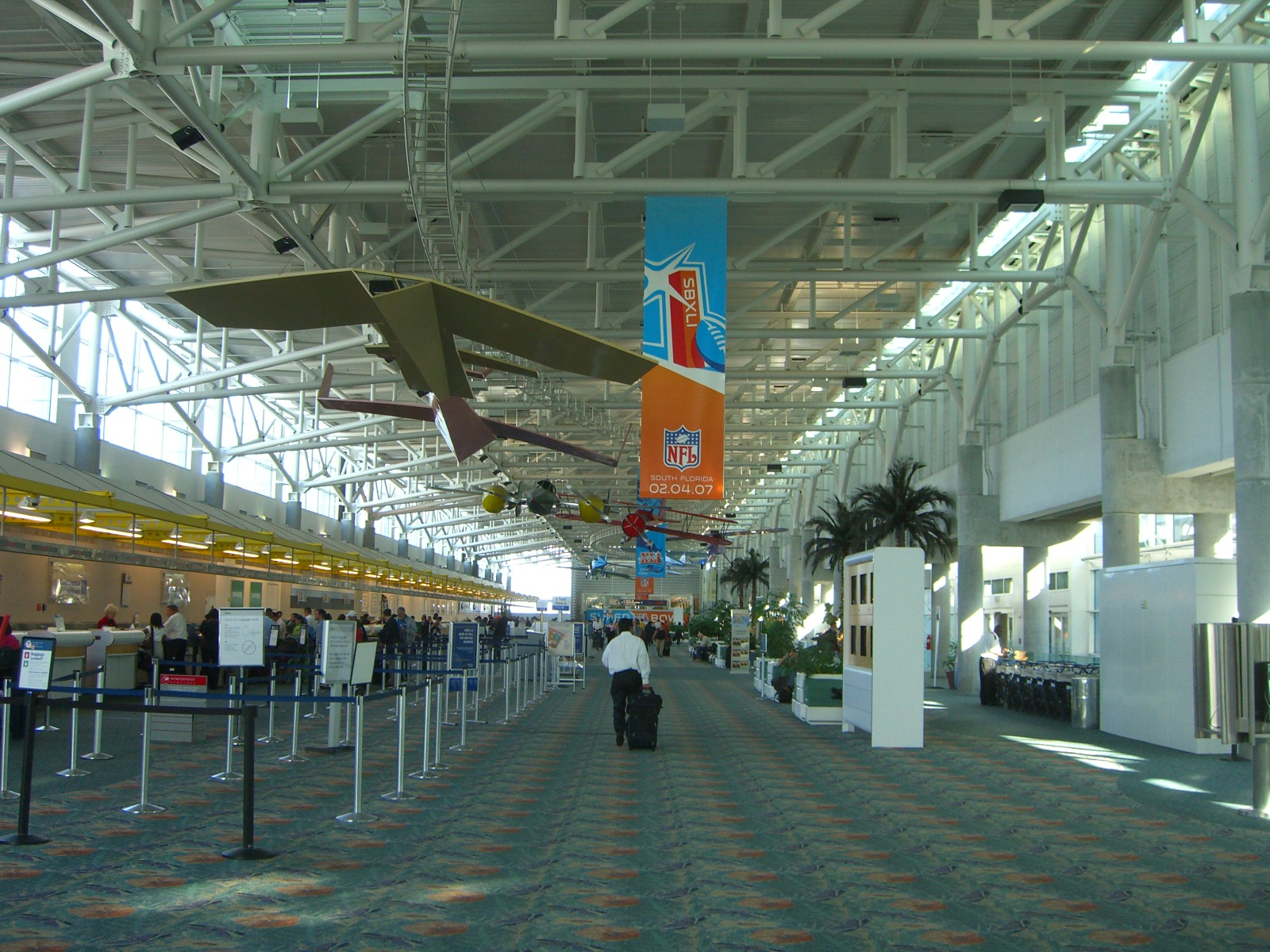
En el área de documentación cuelgan sobre los viajeros diferentes esculturas, una de ellas es el diagrama de un barco en aluminio, obra de la artista Alice Adams.

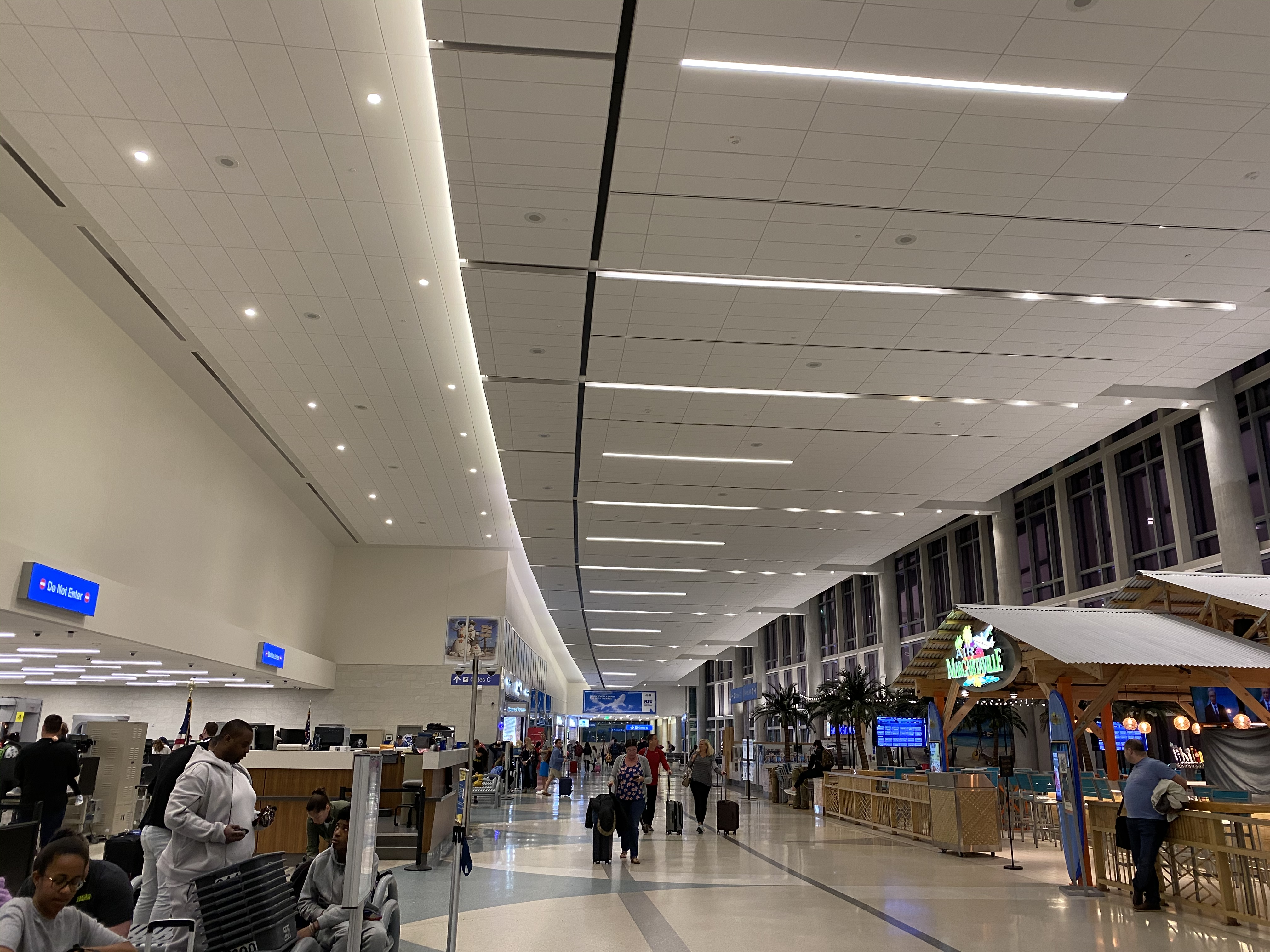
Pasillo principal de la Terminal 1.

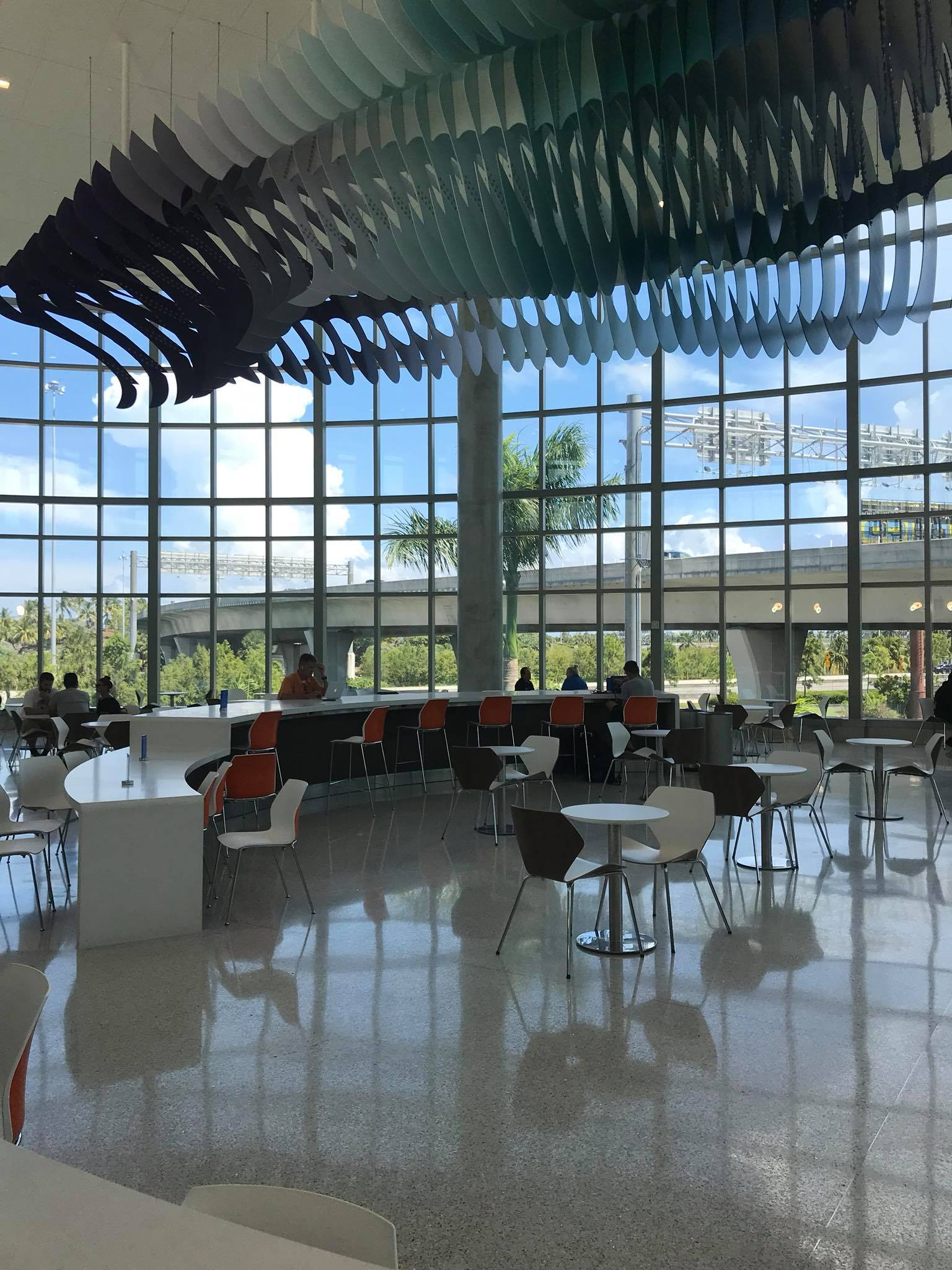
Sala de espera de la Sala A Terminal 1.

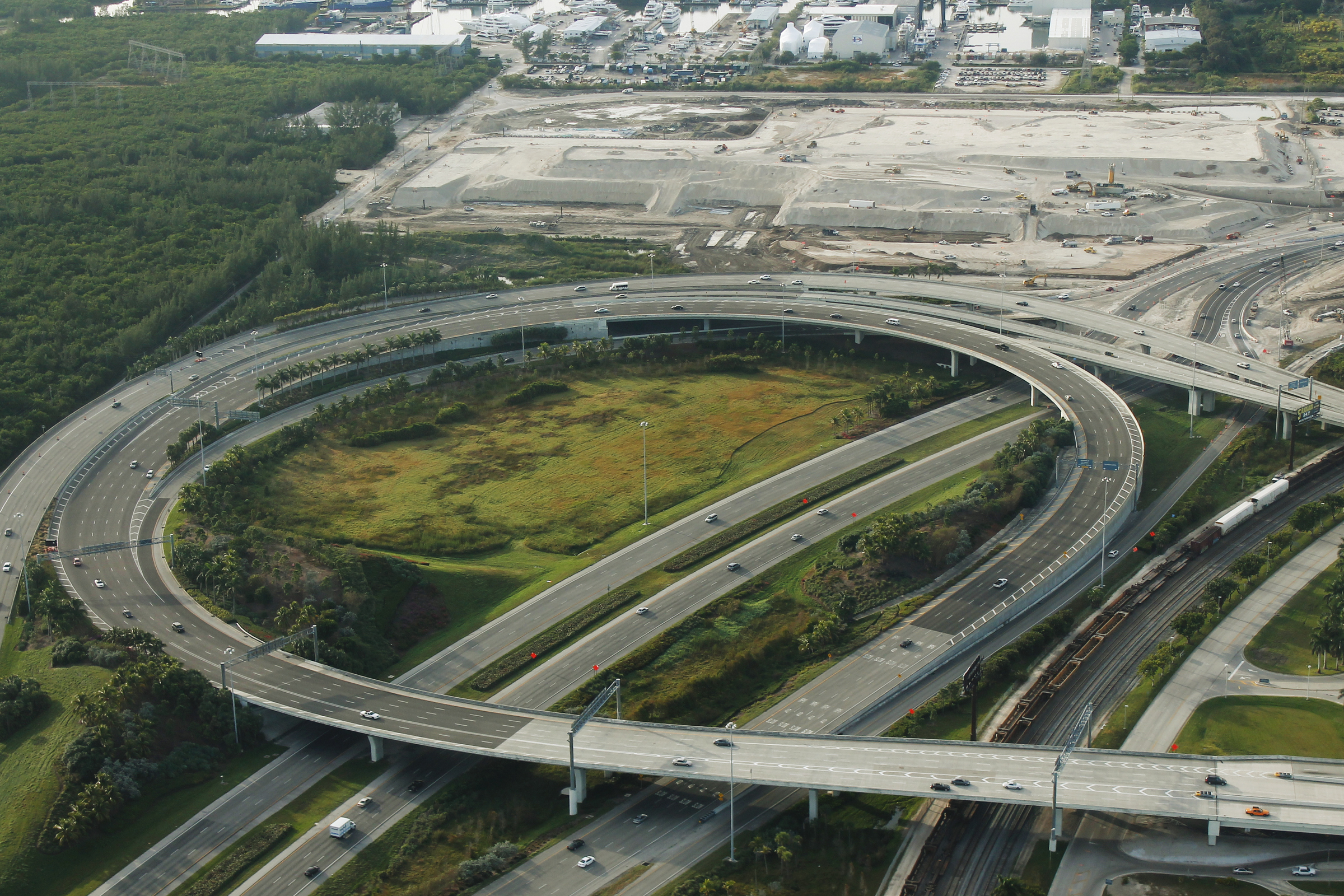
Una vista del circuito de Terminal Drive que conduce al aeropuerto.

### Rutas más transitadas
| Número | Ciudad                        | Pasajeros | Aerolínea                                                               |
| ------ | ----------------------------- | --------- | ----------------------------------------------------------------------- |
| 1      | Atlanta, Georgia              | 1,257,000 | Delta Air Lines, Frontier Airlines, Southwest Airlines, Spirit Airlines |
| 2      | Newark, Nueva Jersey          | 784,000   | JetBlue Airways, United Airlines                                        |
| 3      | Nueva York, Nueva York (LGA)  | 728,000   | Delta Air Lines, JetBlue Airways, Spirit Airlines, United Airlines      |
| 4      | Nueva York, Nueva York (JFK)  | 578,000   | American Airlines, Delta Air Lines, JetBlue Airways                     |
| 5      | Charlotte, Carolina del Norte | 558,000   | American Airlines, Spirit Airlines                                      |
| 6      | Chicago, Illinois             | 495,000   | American Airlines, JetBlue Airways, United Airlines                     |
| 7      | Baltimore, Maryland           | 489,000   | JetBlue Airways, Southwest Airlines, Spirit Airlines                    |
| 8      | Dallas, Texas                 | 481,000   | American Airlines, Spirit Airlines                                      |
| 9      | Boston, Massachusetts         | 470,000   | Delta Air Lines, JetBlue Airways, Spirit Airlines                       |
| 10     | Detroit, Míchigan             | 414,000   | Delta Air Lines, Spirit Airlines                                        |

| Número | Ciudad                              | Pasajeros | Aerolínea                                                                    |
| ------ | ----------------------------------- | --------- | ---------------------------------------------------------------------------- |
| 1      | Cancún, México                      | 444,458   | JetBlue Airways, Southwest Airlines, Spirit Airlines                         |
| 2      | Toronto, Canadá                     | 415,443   | Air Canada, Air Canada Rouge, Air Transat, Flair Airlines, WestJet           |
| 3      | Montreal, Canadá                    | 377,843   | Air Canada, Air Canada Rouge, Air Transat, Flair Airlines                    |
| 4      | Montego Bay, Jamaica                | 300,294   | Caribbean Airlines, JetBlue Airways, Southwest Airlines, Spirit Airlines     |
| 5      | Punta Cana, República Dominicana    | 271,752   | JetBlue Airways, Southwest Airlines, Spirit Airlines                         |
| 6      | Santo Domingo, República Dominicana | 262,545   | JetBlue Airways, Spirit Airlines                                             |
| 7      | Kingston, Jamaica                   | 249,192   | Caribbean Airlines, JetBlue Airways, Spirit Airlines                         |
| 8      | Bogotá, Colombia                    | 240,670   | Avianca, JetBlue Airways, Spirit Airlines                                    |
| 9      | San José, Costa Rica                | 235,345   | JetBlue Airways, Spirit Airlines                                             |
| 10     | Nasáu, Bahamas                      | 225,652   | Bahamasair, JetBlue Airways, Silver Airways, Southwest Airlines, Western Air |

### Tráfico anual
| Año  | Pasajeros | Año  | Pasajeros | Año  | Pasajeros | Año  | Pasajeros  | Año  | Pasajeros  | Año  | Pasajeros  | Año  | Pasajeros  |
| ---- | --------- | ---- | --------- | ---- | --------- | ---- | ---------- | ---- | ---------- | ---- | ---------- | ---- | ---------- |
| 1957 | 41,335    | 1967 | 495,279   | 1977 | 4,397,858 | 1987 | 8,616,609  | 1997 | 12,277,411 | 2007 | 22,681,903 | 2017 | 32,511,053 |
| 1958 | 48,568    | 1968 | 806,679   | 1978 | 5,735,800 | 1988 | 8,576,814  | 1998 | 12,453,874 | 2008 | 22,621,698 | 2018 | 35,963,370 |
| 1959 | 134,773   | 1969 | 1,301,668 | 1979 | 6,221,150 | 1989 | 8,506,353  | 1999 | 13,990,692 | 2009 | 21,061,131 | 2019 | 36,747,622 |
| 1960 | 195,907   | 1970 | 1,623,473 | 1980 | 6,024,879 | 1990 | 9,098,124  | 2000 | 15,860,004 | 2010 | 22,412,627 | 2020 | 16,484,132 |
| 1961 | 213,289   | 1971 | 1,867,877 | 1981 | 5,742,071 | 1991 | 8,045,712  | 2001 | 16,407,927 | 2011 | 23,349,835 | 2021 | 28,076,808 |
| 1962 | 209,629   | 1972 | 2,785,744 | 1982 | 5,845,575 | 1992 | 8,344,866  | 2002 | 17,037,261 | 2012 | 23,569,103 | 2022 | 31,686,404 |
| 1963 | 205,592   | 1973 | 3,181,186 | 1983 | 5,700,612 | 1993 | 9,172,308  | 2003 | 17,938,046 | 2013 | 23,559,779 | 2023 | 35,115,485 |
| 1964 | 185,058   | 1974 | 3,438,430 | 1984 | 6,433,464 | 1994 | 10,571,364 | 2004 | 20,819,292 | 2014 | 24,648,306 | 2024 | 35,208,611 |
| 1965 | 252,040   | 1975 | 3,698,896 | 1985 | 6,752,967 | 1995 | 9,850,713  | 2005 | 22,390,285 | 2015 | 26,941,511 |      |            |
| 1966 | 317,721   | 1976 | 4,101,438 | 1986 | 7,933,054 | 1996 | 11,163,852 | 2006 | 21,369,787 | 2016 | 29,205,002 |      |            |

## Transporte terrestre
FLL es servido por la Ruta de autobús 1 del Condado Broward, que ofrece servicios de conexión a través de la terminal central en el centro de Fort Lauderdale y también servicio a Aventura en el Condado de Miami-Dade.
El servicio ferroviario entre Miami y West Palm Beach es proporcionado por el tren de cercanías Tri-Rail, con servicio a la estación Fort Lauderdale Airport, accesible a través de un servicio de traslado gratuito del Tri-Rail a las terminales. El servicio de transporte se detiene en 3 lugares en el aeropuerto, todos en la planta baja: extremo oeste de la terminal 1, entre las terminales 2 y 3, y entre las terminales 3 y 4. El servicio de transporte opera los 7 días de la semana.
El aeropuerto también dispone de estacionamiento y cuenta con instalaciones de alquiler de autos consolidada a la cual se accede desde la Terminal 1 en un corto paseo y desde las demás terminales por un servicio de autobús gratuito.

## Aeropuertos cercanos
Los aeropuertos más cercanos son:
- Aeropuerto Internacional de Miami (34 km)
- Aeropuerto Internacional de Palm Beach (67 km)
- Aeropuerto de South Bimini (96 km)
- Aeropuerto Internacional de Grand Bahama (154 km)
- Aeropuerto Internacional Southwest Florida (168 km)